# Vulcanonemertes rangitotoensis
Vulcanonemertes rangitotoensis är en djurart som tillhör fylumet slemmaskar, och som beskrevs av Gibson och Strand 2002. Vulcanonemertes rangitotoensis ingår i släktet Vulcanonemertes och familjen Amphiporidae.
Artens utbredningsområde är havet kring Nya Zeeland. Inga underarter finns listade i Catalogue of Life.